# La Barra (Uruguay)
Pour le film, voir La Barra.
La Barra est une ville de l'Uruguay située dans le département de Maldonado. Sa population est de 358 habitants.

## Population
| Année | Population |
| ----- | ---------- |
| 1963  | 132        |
| 1975  | 182        |
| 1985  | 281        |
| 1996  | 308        |
| 2004  | 358        |

,

## Attractions
- Musée de la Mer